# Кокімбо

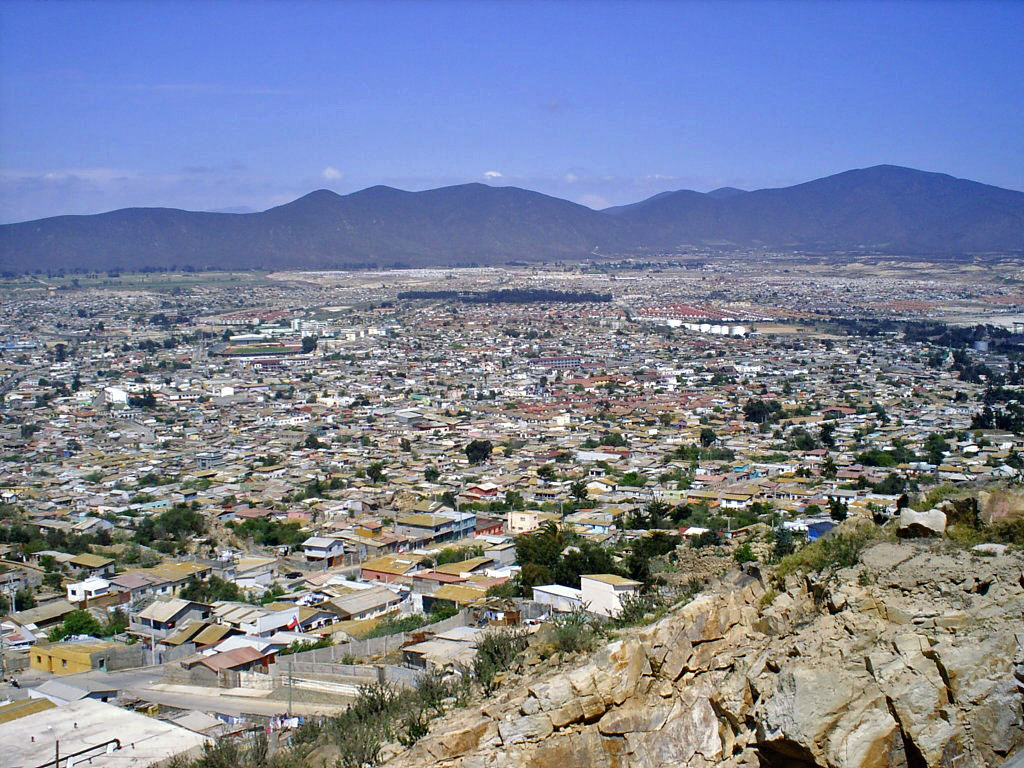
Вид з повітря

Комуна Кокімбо на карті області Кокімбо

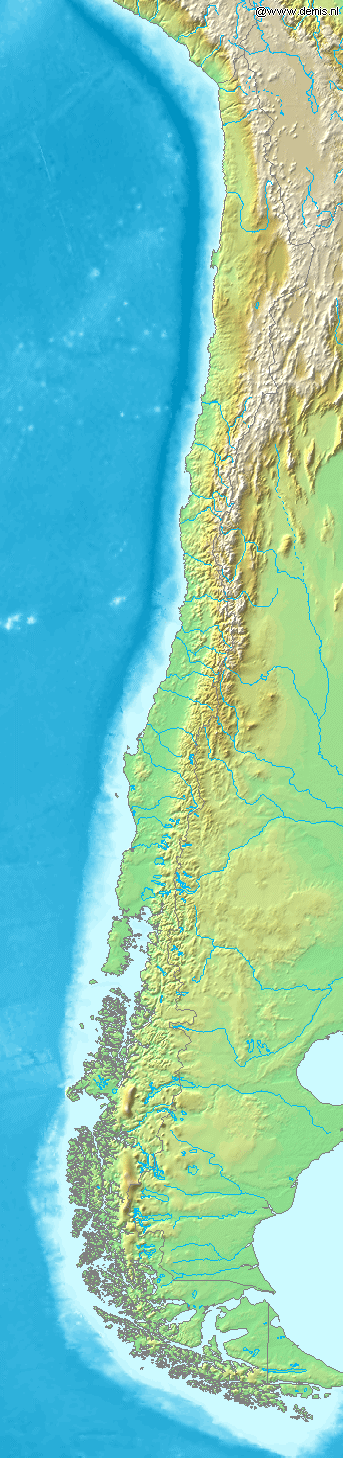

29°57′47″ пд. ш. 71°20′21″ зх. д. / 29.96306° пд. ш. 71.33917° зх. д.
Кокі́мбо (ісп. Coquimbo) — місто в Чилі, в провінції Елькі.
Населення — 154,316 чоловік (2002).
Порт на Тихому океані, вантажообіг 0,9 млн т (1978), головним чином вивіз залізної руди. Залізнична станція.
В місті є підприємства харчової (хлібна, виноробна, пивоварна) та цементної промисловості. 
Розвинуте рибальство.

## Галерея

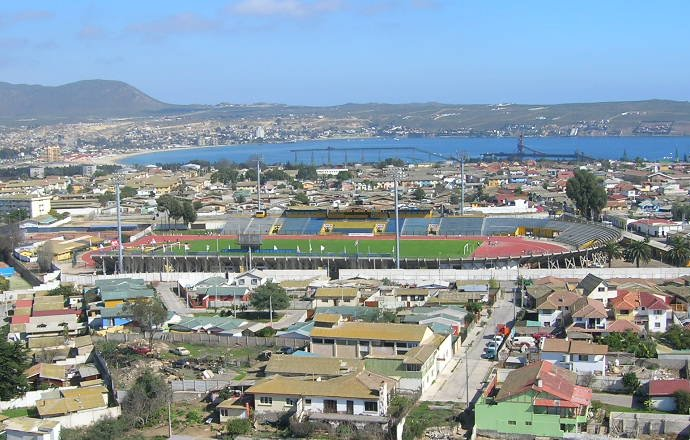
Francisco Sanchez Rumoroso Stadium of the city of Coquimbo
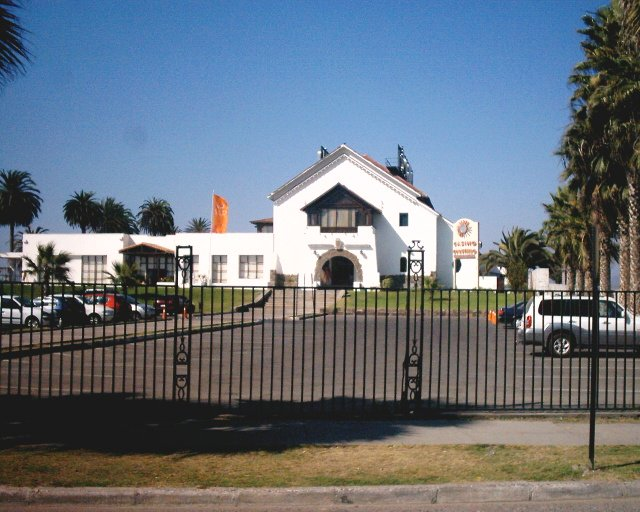
Казино в Кокімбо
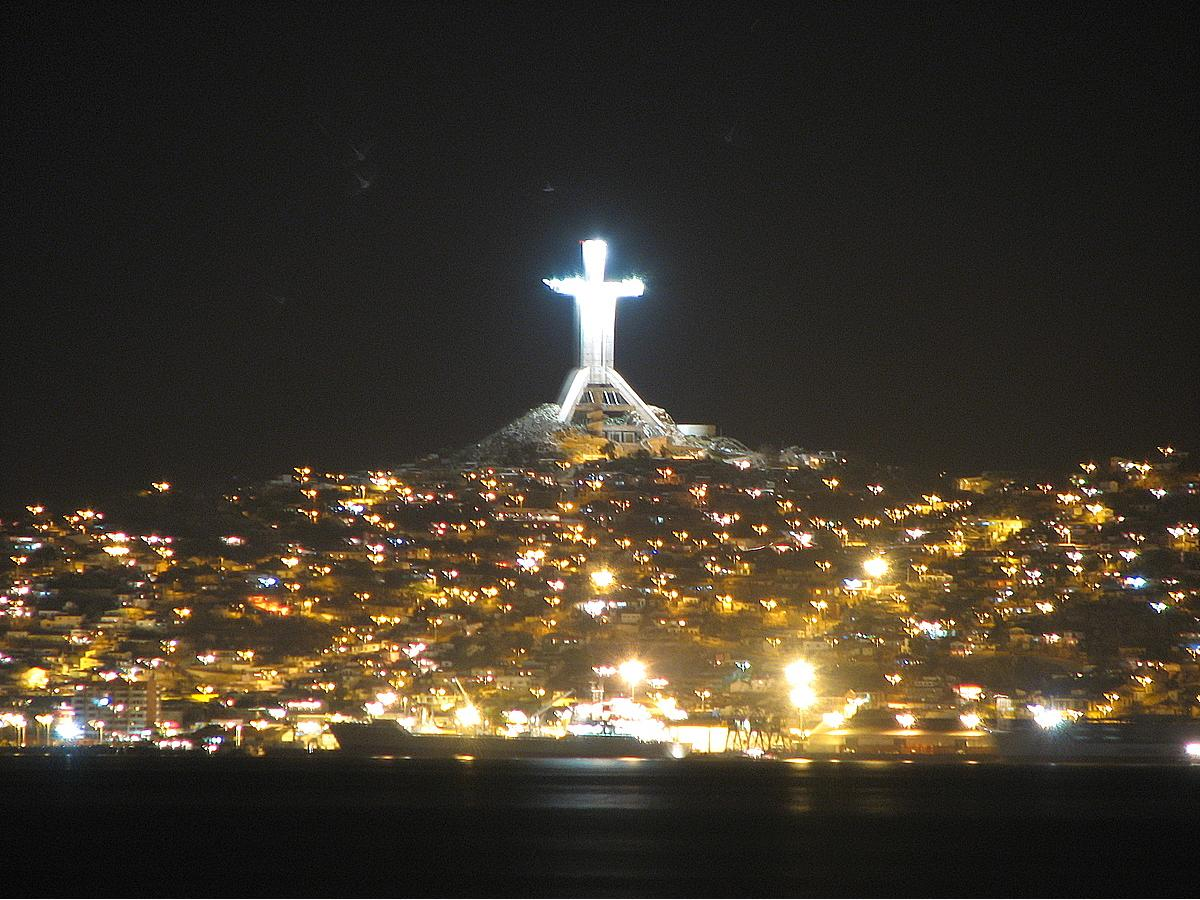
Кокімбо вночі
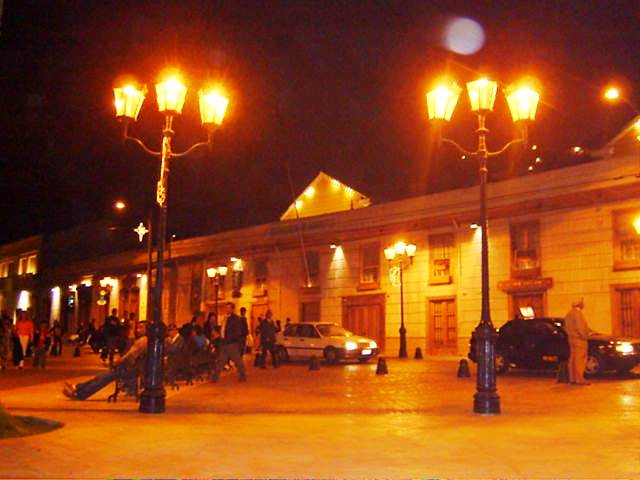
Кокімбо вночі
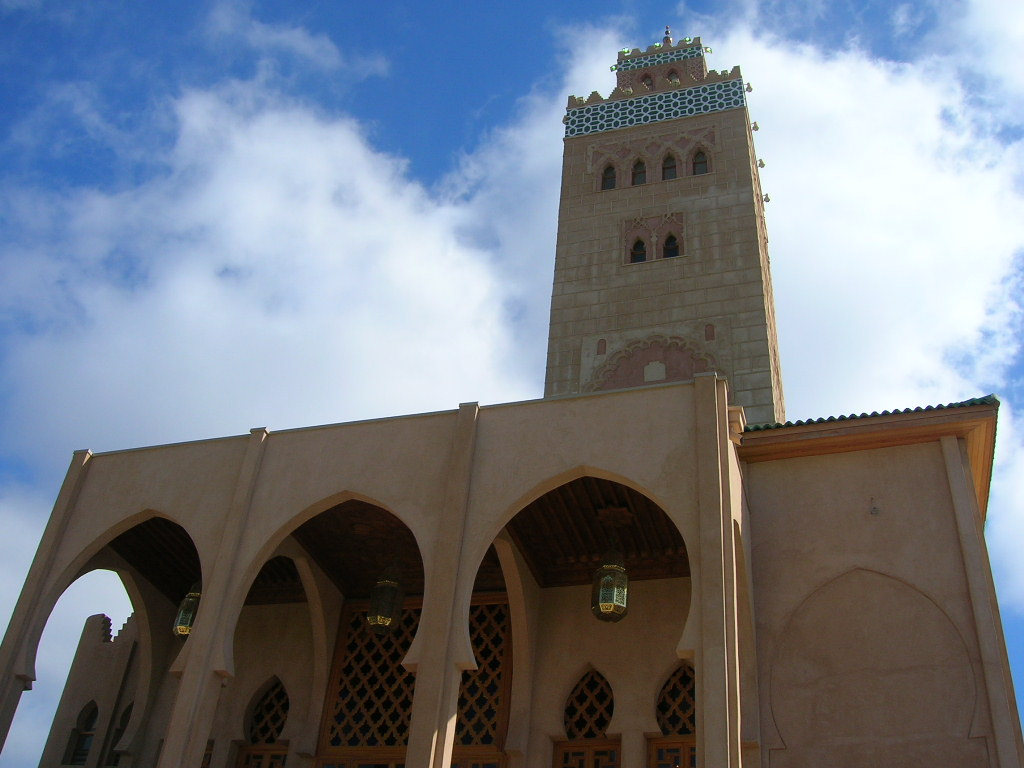
Головна мечеть Месквіта у Кокімбо